# Bitva u Sávy
Bitva u Sávy se odehrála v roce 388 mezi východořímskou říší, vedenou císařem Theodosiem I. a římským uzurpátorem Magnem Maximem, v niž Theodosius I. vojska Magnuse Maxima porazil. Samotný Maximus byl později zajat a v Aquileii popraven.

## Příčiny konfliktu
Po smrti císaře Valentiniana I. v roce 375 vládu nad západní částí římské říše převzal jeho spoluvládce a syn Gratian, zatímco druhý syn Valentinian II. byl uznán císařem v Panonii. Gratian, kterému bylo při nástupu na trůn pouhých 17 let, si již o dva roky později v těžkých bojích za Rýnem podrobil Alemany. Po smrti svého strýce Valense v bitvě u Adrianopole byl Gratian autoritou, která na západě mírnila gótskou rozpínavost. Svou nabytou moc ale brzy zneužil, když začal zvýhodňovat skytskou ochranku a naopak zanedbávat veřejnou činnost a své poddané. V roce 383 se britské legie vzbouřily a císařem prohlásily Magnuse Maxima. Magnus Maximus krátce na to napadl Galii, přičemž narazil jen na malý či žádný odpor neloajálních a nespokojených poddaných. Gratian se svojí ochrankou uprchl do Itálie, ale Maximus za ním vyslal Andragathia, velitele kavalérie, který Gratiana v Lyonu dostihl a zabil. Východořímský císař Theodosius nyní čelil volbě mezi nevděkem k jeho zavražděnému spoluvládci a občanskou válkou, která vzhledem k barbarské hrozbě mohla zničit celou říši. Rozhodl se tedy uzurpátora Magnuse Maxima uznat císařem na západě s jedinou podmínkou, že mladému Valentinianovi II., kterého z důvodu jeho nízkého věku zastupovala jeho matka Justina, bude umožněno vládnout jako nezávislému třetímu augustovi na území Itálie. Tuto podmínku Magnus Maximus přijal a tak konflikt byl na krátký čas zažehnán.
O čtyři roky později v roce 387, když se císařovna Justina svým ariánstvím a náboženskými konflikty odcizila milánskému biskupovi Ambrožovi, vznikla na apeninském poloostrově politická nestabilita ve vládnoucích kruzích. V této situaci Magnus Maximus spatřil příležitost získat vládu i nad Itálií, kterou spravoval mladý Valentinian. Aby toho dosáhl, použil léčky. Předstíral posílení raetské hranice proti barbarům, aby své jednotky nepozorovaně přesunul přes Alpy, kde se v jednom z průsmyku otočil směrem na jih a následně na Milán, Valentinianovo hlavní město. Valentinian i jeho matka Justina jen o vlásek unikli do Aquileie, odkud pokračovali lodi do Soluně. Itálii mezitím ovládl Magnus Maximus.

## Bitva
Theodosius z Konstantinopole odcestoval do Soluně, kde se setkal s uprchlíky. Podle Edwarda Gibbona Theodosius nějakou dobu váhal, zda riskovat válku proti Magnusovi Maximovi, ale protože byl zamilován do Valentinianovy sestry Gally, tak se rozhodl pomoci Valentinianově rodině k návratu k moci. Císařovna Justina velmi ráda souhlasila se sňatkem své dcery s Theodosiem. Po rychlém svatebním obřadu se Theodosius pustil do přípravy válečného tažení proti Maximovi.
Ten mezitím obléhal Emonu na hranicích Itálie a Ilyrica, pak postupoval údolím řeky Sávy na východ, kde se domníval, že Theodosia snadněji porazí. Během doby co panoval jako uzurpátor, shromáždil mocnou sílu germánských žoldáků, navíc měl k dispozici legie z Galie a Británie a Hispánie. Na druhé straně měl Theodosius I. námořní sílu, k tomu přibližně 40 000 gótských foederatů a silnou skupinu Hunů a Alanů.
Zatímco Maximus se obával zpoždění, Theodosius šířil zvěsti o blížící se invazi do Itálie z moře, přičemž přes Ilyricum postupoval se svou hlavní armádou a současně vyslal svého franského generála Arbogasta cestou více na sever přes Raetii podél Dunaje do Galie. I když obě strany měly hmotné výhody, rozhodující byla taktika. Nadřazený génius východořímského císaře měl navrch nad slabým Maximem, který se v této krizi prokazoval nedostatkem vojenských dovedností a osobní odvahy. Oproti tomu Theodosiovy schopnosti byly umocněny výhodou, kterou měl v četné a aktivní kavalérii. Hunové, Alani i samotní Gótové se zformovali do eskadry lukostřelců, kteří bojovali na koních. Po únavném a dlouhém pochodu spatřili na opačném břehu řeky Sávy vojáky vedené Marcellianem, bratrem Maxima. V letním horku pobídli pěnící koně, přebrodili řeku a okamžitě dobili a porazili Marcellianovi vojáky, kteří střežili vyvýšeninu na opačné straně řeky. Marcellinus postupoval podporován vybranými kohortami, které považoval za naději a sílu západořímské armády. Boj byl přerušen příchodem noci. Následující den Marcellinus zahájil protiútok, aby donutil Theodosiovy jednotky ustoupit zpět na druhý břeh řeky, boje trvaly celý den. Nakonec byla Maximova armáda poražena a samotný Maximus uprchl do Aquileie. Theodosius, aniž by přerušil svůj pochod pokračoval v postupu, aby Maxima dopadl, zajal a popravil. Z vrcholu Julských Alp na italskou pláň postupoval tak rychle, že se večer prvního dne dostal až k branám Aquileie. Prchající Maximus se ocitl v obležení ze všech stran a sotva stačil zavřít brány města. Posádka v pevnosti se brzy vzdala a zajatého Maxima zbaveného imperiálních ozdob, roucha i čelenky, s nasazenými pouty a bosého předali jako zločince do Theodosiova tábora, asi tři míle od Aquileie. Magnus Maximus byl na příkaz Theodosia 28. srpna 388 popraven. Arbogastem byl v Trevíru popraven i jeho syn Flavius Victor. Porážkou Maxima byla v říši ukončena i krátká občanská válka.